# Hilderik III.
Hilderik III. (oko 720. – nakon 23. siječnja752.), franački kralj od 743. – 751. godine
Sedam godina je prošlo od 737. godine kada je preminuo Teodorik IV. njegov kraljevski prethodnik. U cijelom tom razdoblju državom su upravljali potomci Pipina do trenutka odluke da se ponovno netko postavi za kralja. Izbor je pao na Hilderika III., navodnog sina Hilderika II. Tijekom njegove vladavine Pipin Mali poslije smrti oca Karla Martela 741. godine preuzima svu vlast u državi. 
Krajem vladavine ovog kralja Pipin Mali šalje pismo papi s upitom. Treba li kralj biti onaj kojemu je to u krvi ili osoba koja stvarno vlada kraljevstvom. Po primitku pozitivnog odgovora Pipin Mali je s smijenio Hilderika III. 751. godine i proglasio sebe kraljem. Ovaj posljednji kralj merovinške dinastije zatvoren je u samostan gdje je i umro. Svu vlast u državi tako je dobio Pipin Mali.
| Prethodnik Teodorik IV. | Kralj Franačke | Nasljednik Pipin Mali |